# Ossiannilssonola quadrata
Ossiannilssonola quadrata är en insektsart som först beskrevs av Delong och Johnson 1936.  Ossiannilssonola quadrata ingår i släktet Ossiannilssonola och familjen dvärgstritar. Inga underarter finns listade i Catalogue of Life.